# Kwakwaka'wakw

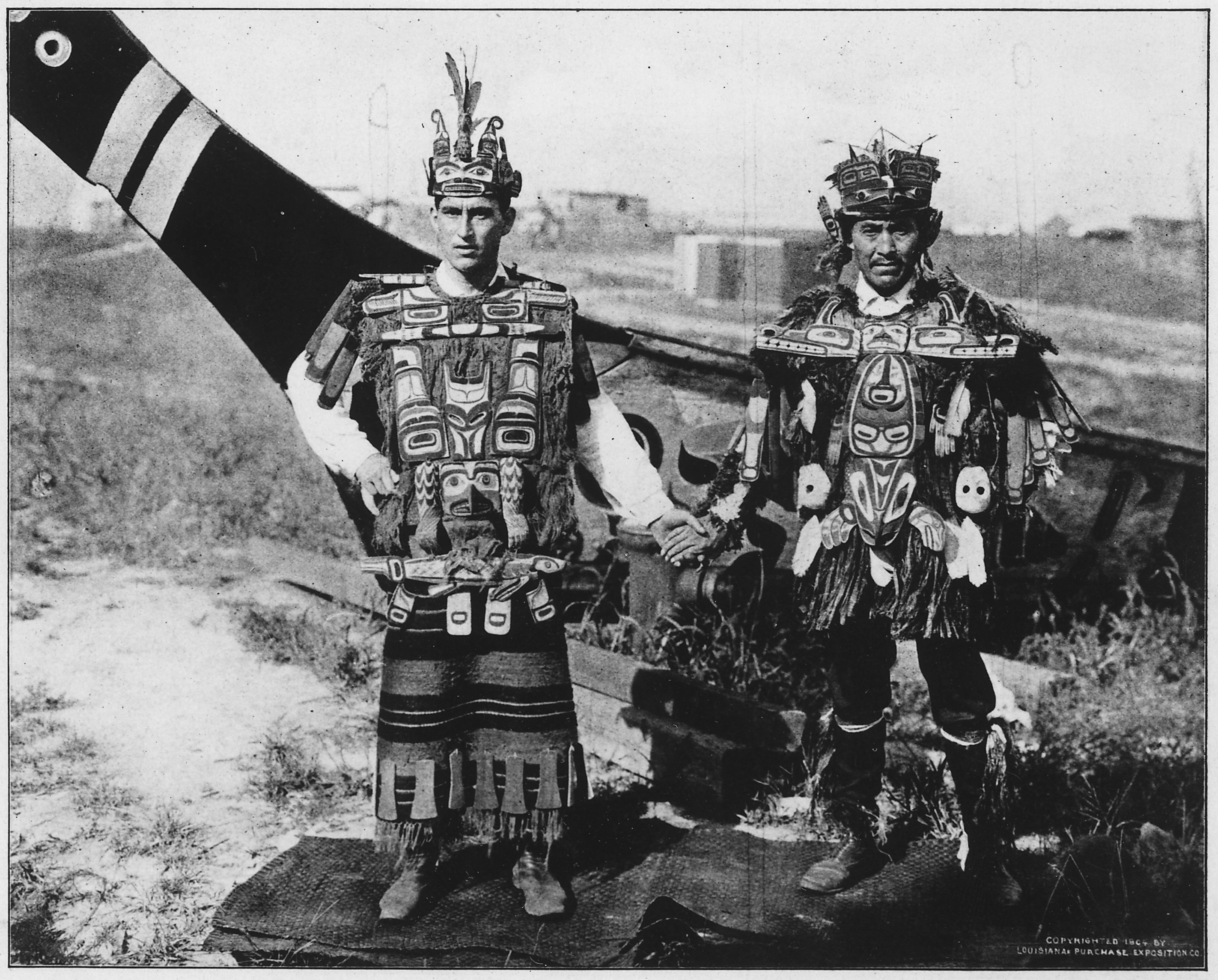
Deux Kwakiutl en costume de cérémonie.

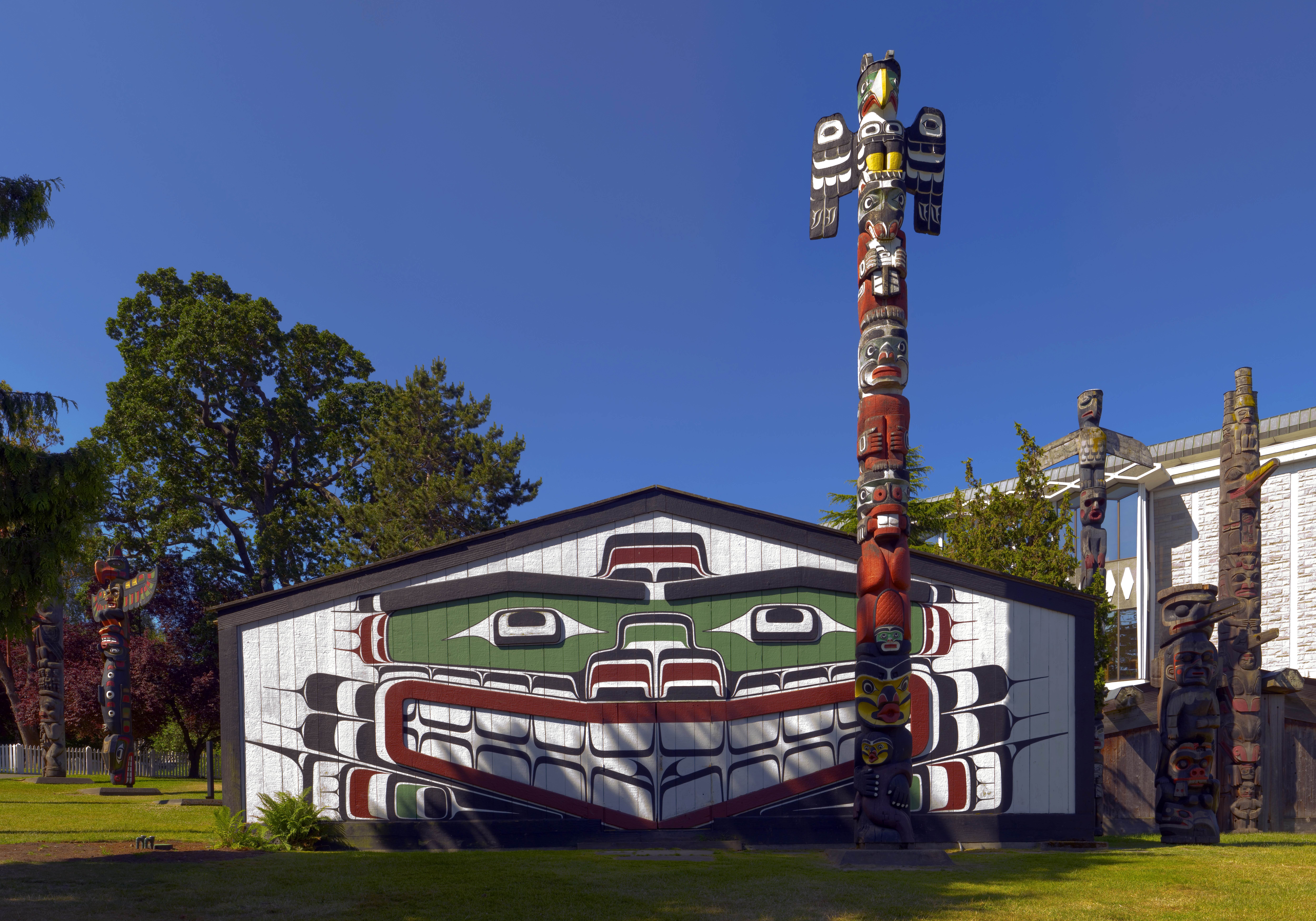
La célèbre maison de Mungo Martin dans le parc Thunderbird, à Victoria

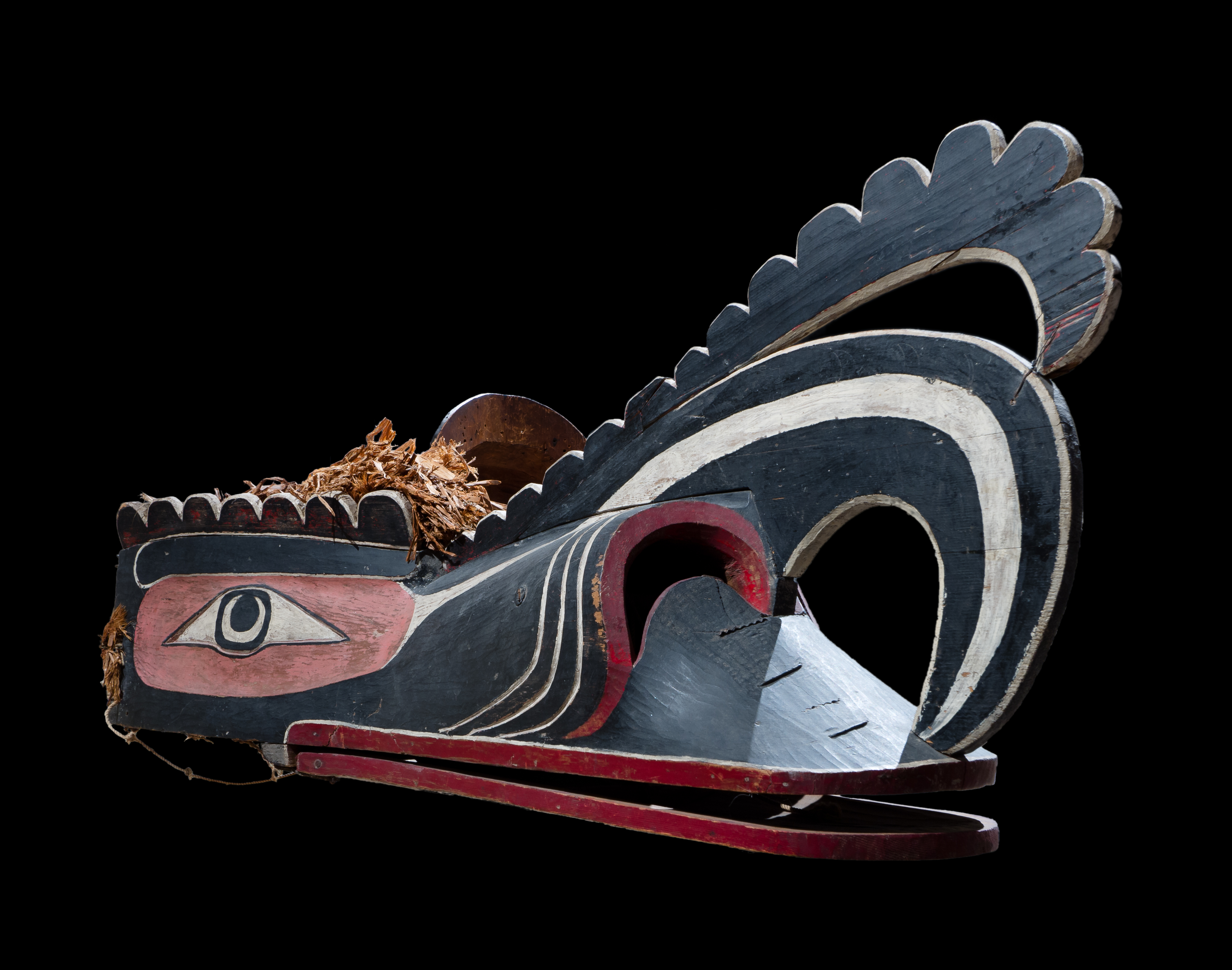
Masque rituel kwakwaka'wakw

Les Kwakwaka'wakw (en kwak’wala : Kwakwa̱ka̱ʼwakw avec l’orthographe U’mista et kʷakʷəkəw̓akʷ avec l’orthographe liq̓ʷala) ou Kwakiutl (en kwak’wala : Kwaguʼł), au sens large, sont un peuple autochtone de la province de Colombie-Britannique au Canada.
Le terme Kwakiutl désigne, au sens strict, une des communautés kwakwaka’wakw basée à Fort Rupert.

## Population et culture
Les Kwakwaka'wakw vivent principalement au nord de l'île de Vancouver et sur le continent. On estime leur nombre à 5 500 personnes. La langue traditionnelle des Kwakwaka'wakw s'appelle kwakiutl ou le kwak'wala.
Ce peuple partage beaucoup de traditions culturelles avec les nations voisines, dont les croyances de nombreux esprits et divinités ; des pratiques, cérémonies et rites existent dans la culture de chaque tribu et aussi, dans certains cas, dans certaines cultures indigènes voisines ; chaque tribu a toutefois sa propre histoire, ses propres pratiques et ses propres légendes.  
Franz Boas a identifié chez les Kwakiutl une unité sociale échappant à toute théorie anthropologique, le numaym. Celui-ci, dirigé par une aristocratie, se transmet de génération en génération des biens matériels et immatériels (titres, noms, fonctions religieuses). Claude Lévi-Strauss, qui a beaucoup étudié la mythologie kwakiutl, a entre autres repris les travaux de Boas pour élaborer le concept de société à maisons - terme venant des « maisons » princières. Dans un article où il utilise abondamment cette notion, il cite à plusieurs reprises la société kwakiutl en exemple. Il indique ainsi qu'une maison y obligeait ses filles à divorcer chaque fois qu'elles pouvaient contracter un mariage plus élevé dans l'échelle sociale, assurant une meilleure position à ses futurs descendants. Ou encore que, le mariage étant le vecteur d'entrée dans une maison, un noble kwakiutl désireux d'entrer dans une famille sans filles pouvait épouser symboliquement un des fils, et à défaut, un bras ou une jambe du chef de famille.  
Lors du 60e anniversaire de l'UNESCO, le 16 novembre 2005, Claude Lévi-Strauss témoigne :« Or je devais recevoir l’an dernier du chef des nations Kakwaka’wakw un appel à l’aide. Sa langue, le kwakwala, m’écrivait-il, n’était plus parlée que par 200 personnes à peine. Par d’autres exemples, nombreux hélas, l’Unesco a pu se convaincre que les langues sont un trésor, d’abord en elles-mêmes, et parce que leur disparition entraîne celle de croyances, savoirs, usages, arts et traditions qui sont autant de pièces irremplaçables du patrimoine de l’humanité. »

## Tribus auXIXesiècle
Voici les peuples et tribus kwakwaka’wakw aux XIXe siècle (nom kwak’wala U’mista = nom kwak’wala liqʷala) :
- Gwaʼsa̱la = gʷasəlla, à Takʼus (Smiths Inlet)
- ʼNakʼwaxdaʼx̱w = nakʷaxdax̌ʷ, à Baʼas (Blunden Harbour)
- Gwawaʼenux̱w = gʷawaʔēnux̌ʷ, à Heǥa̱m's (Hopetown)
- həxʷaməs, à Wakeman Sound
- Dzawada̱ʼenux̱w = dᶻawadəʔēnux̌ʷ, à Gwaʼyi (Kincome Inlet)
- Ḵwikwa̱sutinux̱ = qʷiqʷasut̓inux̌ʷ, à G̱waʼyasda̱ms (Gilford Island)
- Da̱ʼnaxdaʼx̱w = danaxdax̌ʷ, à Tsadzisʼnukwameʼ (New Vancouver)
- A̱wa̱ʼetła̱la = ʔawiƛəla, à Dzawadi (Knight Inlet)
- Mama̱liliḵa̱la =  m̓am̓aliliqəlla, à ʼMimkwamlis (Village Island)
- Maʼa̱mtagila =  madiłbey (ou maʔəmtagila), à Iʼtsika̱n (Estekin)
- ʼNa̱mǥis = nəmǧis, à Xwa̱lkw (Cheslakees)
- Ławitʼsis = ƛ̓awic̓is, à Ḵaluǥwis (Turnour Island)
- Kwaguʼł =  kʷaguł, à Tsax̱is (Fort Rupert) 
  - gʷitəlla ou kʷix̌amut,
  - q̓umuy̓oʔiy̓ ou kʷix̌a,
  - walas kʷaguł,
  - qəmk̓ut̓əs,
- Na̱widi = nəwidiy̓
  - Tłatła̱siḵwa̱la = ƛ̓aƛ̓asiqʷəlla, à X̱wa̱mdasbeʼ (Hope Island)
  - Nakumgilisala = nəqəmgəlisəlla,
  - Yutlinuk = yuƛinux̌ʷ,
- Gwatʼsinux̱w = gʷac̓inux̌ʷ
  - G̱usgimukw = ǧusgimux̌ʷ, à X̱wa̱tis = qʷattis (Quatsino), Koskimo Bay
  - Gwatʼsinux̱w = gʷac̓inux̌ʷ, à Oyag̱a̱mla (Winter Harbour), Forward Inlet
  - k̓op̓inux̌ʷ, à Koprino Harbour
  - ƛ̓ask̓inux̌ʷ, à Klaskino Inlet
- Lig̱wilda’x̱w = liǧʷiłdaʔx̌ʷ
  - Weḵaʼyi = wikeqey, à Tʼsa̱kwa̱ʼluta̱n (Cape Mudge)
  - Wiweḵʼa̱m =  wiweqəm, à Tłaʼmataxw (Campbell River)
  - kʷix̌a, à Phillips Arm
  - ƛ̓aʔaluis, à Arran Rapids
  - x̌ax̌amac̓əs, à Salmon River
  - walacəm, à Campbell River et Comox

## Personnalités
- Gord Hill : activiste et bédéiste (500 de résistance autochtone)
- Mungo Martin (en) : un sculpteur, chanteur et historien, originaire de Fort Rupert (nord-est de l'île de Vancouver)
- Sonny Assu : artiste originaire de Richmond.

## Pensionnats autochtones

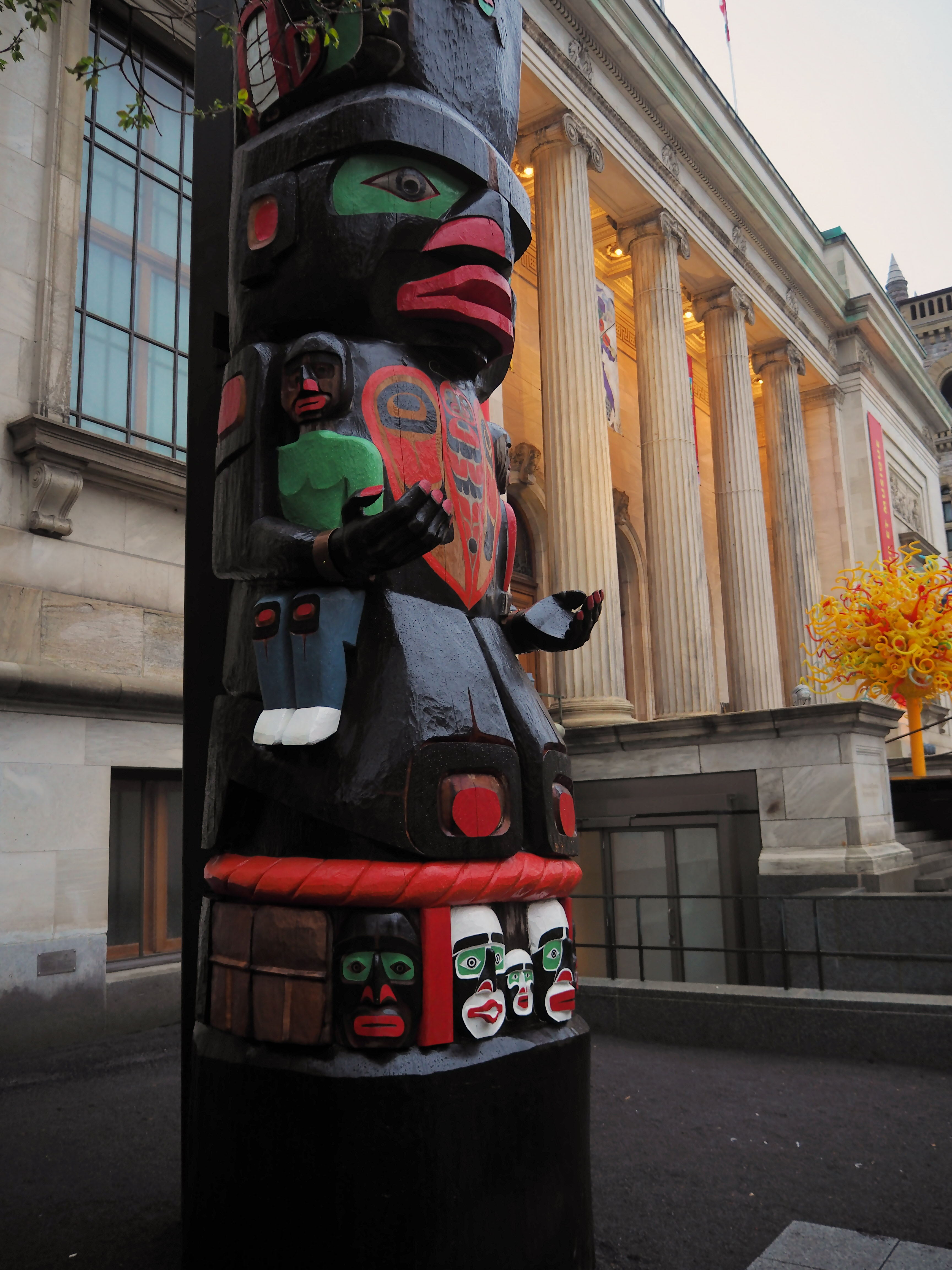
Mât totémique des pensionnats (détail)

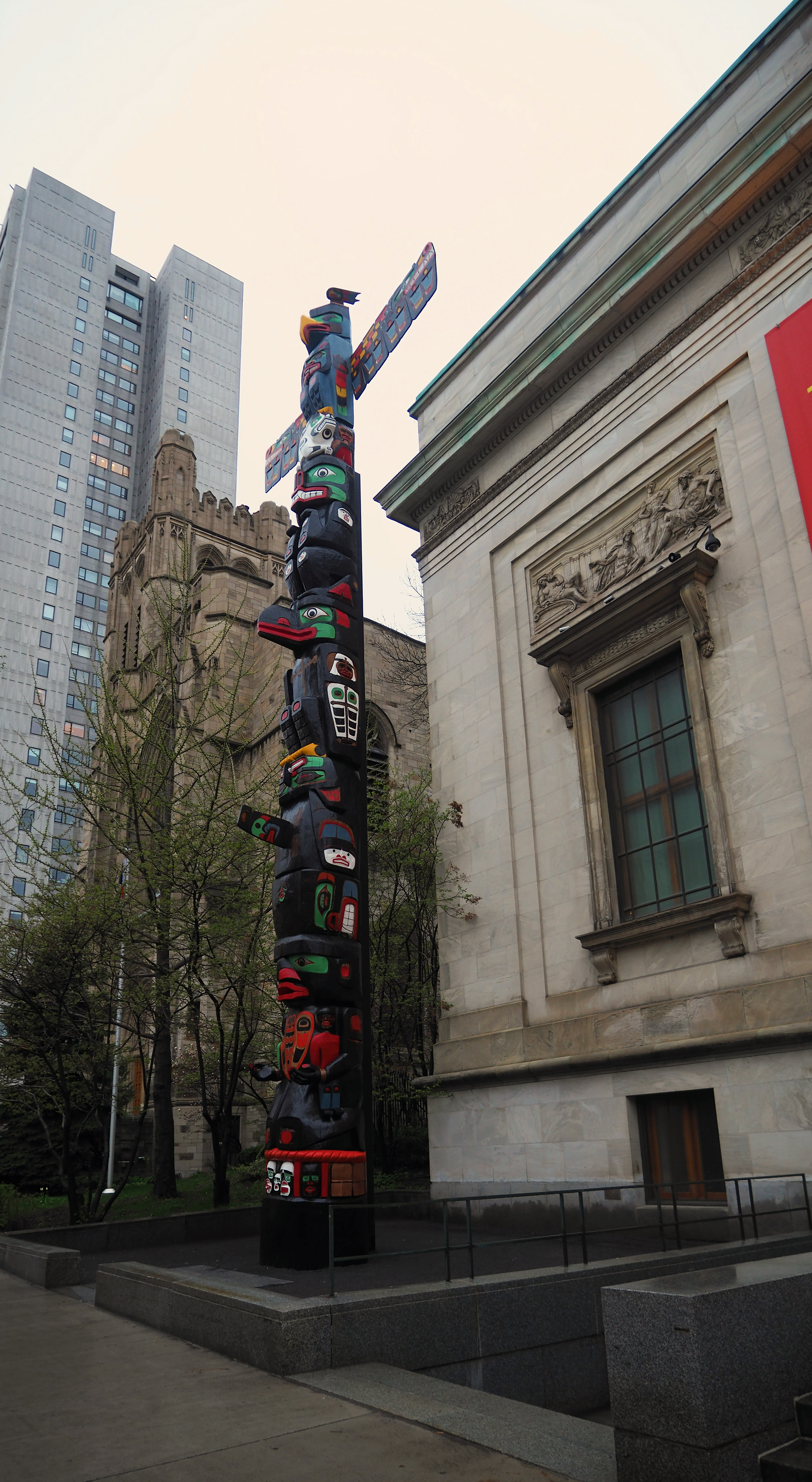
Mât totémique des pensionnats

Un mât totémique de l’artiste Charles Joseph de la nation kwakiutl de la Colombie-Britannique fut dévoilé devant le Musée des beaux-arts de Montréal, en 2017, dans le cadre du 375e anniversaire de Montréal. Nommé Mât totémique des pensionnats, l'œuvre rappelle les enfants autochtones qui ont été retirés de leurs familles et placés dans des pensionnats durant la période de 1820 jusqu’en 1996, une situation que l'auteur a lui-même vécue.

« La présentation de ce mât est destinée à tous les Canadiens, pas seulement aux survivants des pensionnats. C’est mon geste de réconciliation, et toute mon histoire est sur ce mât. Cette histoire parle de Charles Joseph, mais aussi de tous ceux qui ont enduré cette épreuve. J’ai besoin de raconter cette histoire sous cette forme, mais elle touche tous les survivants d’un bout à l’autre du Canada. »

— Charles Joseph

### Filmographie
- (en) In the land of the war canoes : a drama of Kwaikiutl life in the Northwest, film de Edward Sheriff Curtis (1868-1952), restauré par Bill Holm, George Quimby et David Gerth, Milestone film & video, Harrington Park (N.J.), 2000, 43 min (DVD)
- (en) Dances of the kwakiutl, film documentaire de Robert Gardner et William Heick, Documentary Educational Resources, Watertown, 2005, 90 min (DVD)